# Le Congo en marche
Le Congo en marche — abrégé LCEM — est un parti politique en république du Congo.

## Histoire
Le Congo en marche est fondé le 29 novembre 2019 à Brazzaville, il prend la succession de l'Union pour un mouvement populaire à la suite de sa dissolution. Son fondateur, Jean Valère Mbani est élu président du parti le même jour.

## Positionnement
Le parti se positionne comme centriste sur l'échiquier politique.
Le parti et son président Jean Valère Mbani apportent leur soutien au président de la République sortant Denis Sassou-Nguesso — au pouvoir depuis 1997 — pour sa réélection lors de l'élection présidentielle de 2021.

## Résultats électoraux

### Élections sénatoriales
| Année | Élus   |
| ----- | ------ |
| 2023  | 1 / 72 |